# Tephrosia linearis
Espèce
Synonymes
- Cracca discolor (E. Mey.) Kuntze[1]
- Galega linearis Willd.[1]
- Tephrosia discolor E.Mey.[1]
- Tephrosia linearis subsp. discolor (E.Mey.) J.B.Gillett[1]
- Tephrosia rutenbergiana Vatke[1]
- Tephrosia seminuda Baker[1]

Tephrosia linearis est une espèce de plantes à fleurs de la famille des Fabaceae et du genre Tephrosia, présente dans de nombreux pays d'Afrique tropicale.

## Description
C'est une herbe érigée annuelle de 30 à 90 cm de hauteur, avec des tiges pubescentes grises et des fleurs de couleur rose ou orange, sessiles ou en inflorescences très lâches.

## Distribution
L'espèce est répandue dans de nombreux pays d'Afrique tropicale, de l'ouest à l'est, également vers le sud.

## Habitat
On la rencontre dans des environnements assez variés, les savanes sèches, les pentes rocheuses, latéritiques, les sols sableux, les marécages temporaires, à une altitude comprise entre 0 et 2 440 m.

## Liste des variétés et sous-espèces
Selon Tropicos (19 juin 2020) (Attention liste brute contenant possiblement des synonymes) :
- sous-espèce Tephrosia linearis subsp. discolor (E. Mey.) J.B. Gillett
- sous-espèce Tephrosia linearis subsp. linearis
- variété Tephrosia linearis var. discolor (E. Mey.) Brummitt